# Blenina mniois
Blenina mniois är en fjärilsart som beskrevs av Louis Beethoven Prout 1925. Blenina mniois ingår i släktet Blenina och familjen trågspinnare. Inga underarter finns listade i Catalogue of Life.